# 政商
政商（せいしょう）とは、政府つまり政治家（政治）や官僚（行政）とのコネや癒着（官民癒着）により、優位に事業を進めた事業家、あるいは企業グループのこと。江戸時代には、御用商人（ごようしょうにん）と呼ばれた。戦前日本の財閥はその代表例である。

## 概要
明治時代には、西洋諸国に対抗し、産業、資本主義育成により国家の近代化を推進した政府の殖産興業政策を事業に結びつけた政治家、事業家、企業（特殊会社を含む）である。
狭義では明治時代に登場したこのタイプの事業家を意味する場合がある。「政商」という語を初めて用いた山路愛山は、『現代金権史』（1908年）の中で「政府自ら干渉して民衆の発達を計るに連れて自ずから出来たる人民の一階級あり。我等は仮りに之をなづけて政商という」と定義し、「特別の時世に出来たる、特別の階級」と評している。
揖西光速は著書『政商』の中で明治期の政商を次の3つのタイプに分類している。
1. 三井・住友・鴻池など、幕政時代の御用商人がそのまま発展したもの
2. 岩崎・安田・川崎・藤田・大倉など、低い身分から出発し、動乱に乗じる形で発展したもの
3. 渋沢・五代など、明治政府の官僚が転身し、他の政商の世話役的なポジションについたもの

殖産興業政策によって政府の回りには多くのビジネスチャンスが発生したが、明治時代の初期には金融機関が商工業者に融資する銀行制度が発達しておらず、大口の投資を行えるのは実質的に大資産家か政府だけであった。当時の政府には租税の徴収機構が無く、その業務を金融業者に委託していた。金融業者は集めた租税を政府に納めるまでの間、無利子の資金として運用する事ができた。政府が興し試行錯誤を経た官営事業の多くが民間に払い下げられ、実業家の出現を促した。また、明治時代初期は政策や政令が目まぐるしく変化することから、官僚とのパイプを持つ人物が優位に立ちやすい環境にあった。
昭和時代（戦後）には語意は若干変化し、政治家から何らかの合法非合法・脱法的な利権を受ける企業及び経営者を揶揄する言葉にもなった。
平成時代になると、ブレーン・顧問・参与・諮問委員などの立場で政府・自治体・政治家に接近し、自分たちの利益になる方向へ政策提言や規制緩和を働きかけるコンサルティング型の政商とも言うべき政治コンサルタント、ロビイスト、レントシーカーも現れるようになった。

## 有名な政商（財閥を除く）
※は過度経済力集中排除法の指定を受けた企業グループ

### 明治 - 大正 - 戦前昭和時代
- グラバー商会 ― トーマス・ブレーク・グラバー[注釈 1]
- 第一国立銀行（渋沢財閥、現：みずほ銀行） ※ ― 渋沢栄一
- 関西貿易社 ― 五代友厚
- 起立工商会社（茶商社） ― 松尾儀助
- 日窒コンツェルン（現・チッソ） ※ ― 野口遵
- 番町会 ― 郷誠之助・永野護・河合良成・小林中
- 南満州鉄道 ― 後藤新平

### 戦後昭和時代
- 竹中工務店 ― 竹中錬一
- 東急グループ ― 五島慶太
- 西武グループ（現：西武HD+旧セゾングループ残部） ― 堤康次郎・堤義明
- 熊谷組 ― 熊谷太三郎
- 北海道炭礦汽船 ― 萩原吉太郎（三井観光開発・札幌テレビ）[2]
- 国際興業 ― 小佐野賢治[3]
- ジャパンライン（現：商船三井） ― 児玉誉士夫
- 福島交通 ― 小針暦二[4]
- 佐川急便 ― 佐川清・渡辺広康
- 山田洋行 ― 宮崎元伸
- 徳洲会 ― 徳田虎雄
- 金星自動車グループ（廃業、元札幌トヨペット・北海道テレビ創業者） ― 岩澤靖
- ジャパンライフ ― 山口隆祥
- リクルート ― 江副浩正
- 日美 ― 大谷貴義

### 平成・令和時代
- アフラック生命保険 ― チャールズ・レイク
- 泉井石油商会（廃業） ― 泉井純一
- ウシオ電機、日本ベンチャーキャピタル ― 牛尾治朗
- オリックス ― 宮内義彦[5]
- 麻生グループ　― 麻生泰（会長）・麻生巌（社長）
- パソナ ― 南部靖之（創業者・社長）・竹中平蔵（会長）[6]
- セガサミーホールディングス ― 里見治
- ハンナン ― 浅田満
- ユニバーサルエンターテインメント ― 岡田和生
- 水谷建設 ― 水谷功
- アパホテル ― 元谷外志雄・元谷芙美子
- 東北新社 - 植村伴次郎